# Sialis americana
Sialis americana là một loài côn trùng trong họ Sialidae thuộc bộ Megaloptera. Loài này được Rambur miêu tả năm 1842.